# Atila Kelemen
Atila Kelemen (Târgu Mureș, 7 maggio 1919 – Târgu Mureș, 24 giugno 1994) è stato un pallanuotista rumeno.
Ha fatto parte della Romania che ha partecipato al torneo di pallanuoto ai Giochi di Helsinki 1952, giocando tutte le partite, segnando un gol contro la Germania Ovest.